# Metoda zatrzymanego przepływu

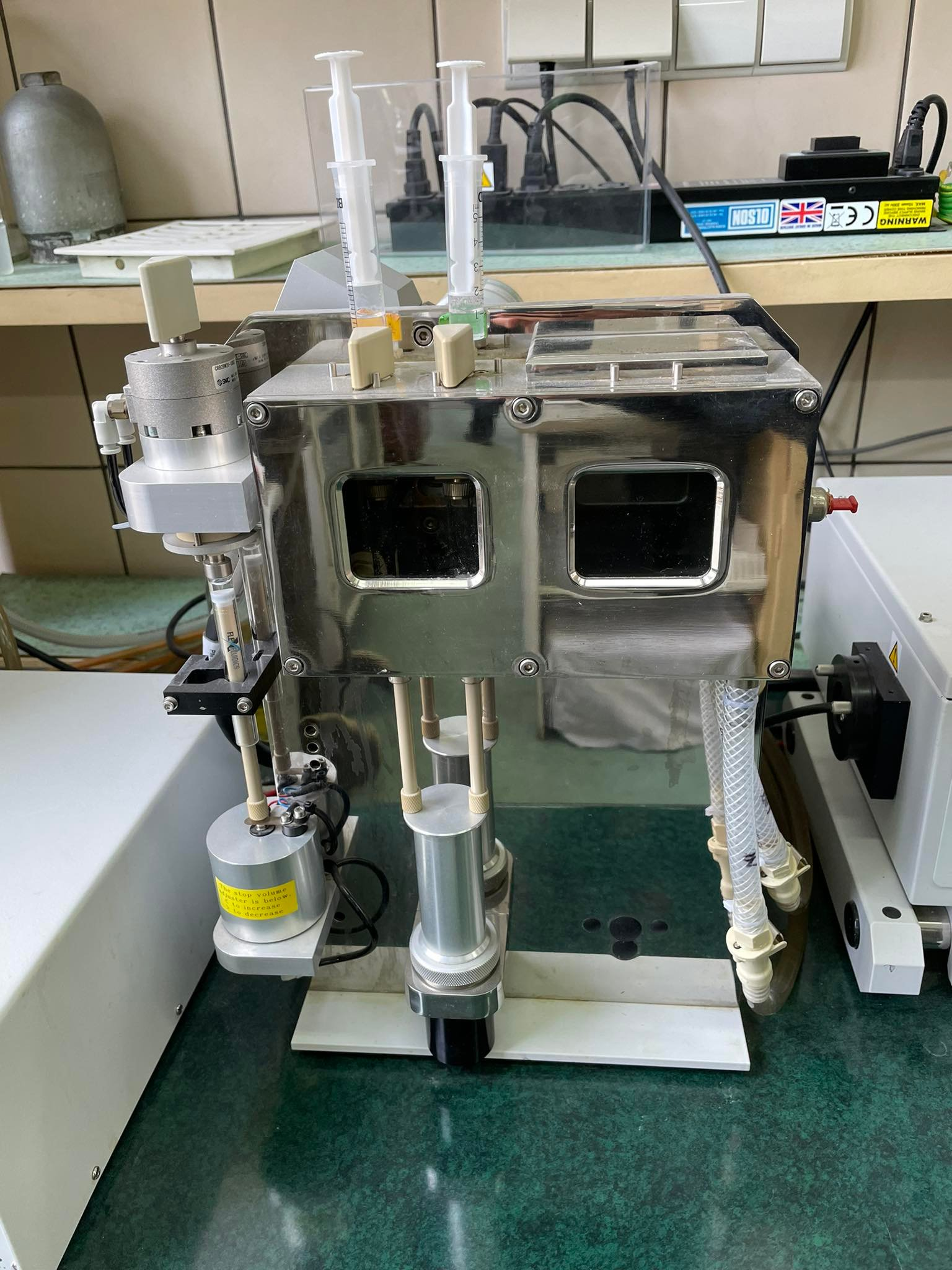
Aparatura do badań z wykorzystaniem metody zatrzymanego przepływu na Wydziale Chemii Uniwersytetu Warszawskiego.

Metoda zatrzymanego przepływu – technika badania reakcji chemicznych w bardzo krótkich odcinkach czasu. W obecnych aparatach czas ten mieści się w przedziale 0,5–5 ms. Technika ta została opracowana przez Brittona Chance'a.

## Opis metody

### Streszczenie
Metoda zatrzymanego przepływu umożliwia zbadanie kinetyki względnie szybkich reakcji chemicznych (z okresem półtrwania rzędu milisekund) w fazie ciekłej. Po raz pierwszy metoda ta została użyta do badania kinetyki reakcji katalizowanych enzymami. Następnie zatrzymany przepływ szybko znalazł swoje miejsce w prawie wszystkich laboratoriach biochemicznych, biofizycznych i chemicznych, w których konieczne było śledzenie reakcji chemicznych w skali milisekundowej. W swojej najprostszej formie zatrzymany przepływ łączy dwa rozwiązania. Małe ilości roztworów są szybko i w sposób ciągły wprowadzane do wysokowydajnego mieszalnika, w którym następuje reakcja, a reagująca mieszanina przemieszcza się do przepływowej kuwety obserwacyjnej. Czas potrzebny do przejścia tego roztworu z przestrzeni mieszania do punktu obserwacji jest nazywany czasem martwym. Minimalna objętość nastrzyku zależy od objętości komory mieszającej. Po wstrzyknięciu objętości roztworu wystarczającej do całkowitego usunięcia poprzedniego roztworu z kuwety obserwacyjnej, przyrząd osiąga stan stacjonarny i przepływ można zatrzymać. W zależności od technologii napędu strzykawki, zatrzymanie przepływu uzyskuje się za pomocą zaworu odcinającego, zwanego twardym zatrzymaniem, lub za pomocą strzykawki zatrzymującej. W momencie zatrzymania przepływu wysyłany jest sygnału startu do detektora, dzięki czemu można monitorować parametr (np. absorbancję) związany z postępem reakcji, określanym najczęściej na podstawie ubytku jednego z reagentów.
W porównaniu z metodami przepływowymi ciągłymi, technika zatrzymanego przepływu jest materiałooszczędna, ponieważ wykorzystuje niewielkie ilości roztworów.

### Strzykawki z odczynnikami
Dwie strzykawki są wypełnione roztworami zawierającymi reagenty, w których nie zachodzą reakcje chemiczne, dopóki nie zostaną ze sobą zmieszane. Strzykawki posiadają tłoki, które są napędzane pojedynczym tłokiem napędowym lub niezależnymi silnikami krokowymi, dzięki czemu są one sprzęgane ze sobą, a ich zawartość jest jednocześnie wypychana do urządzenia mieszającego.

### Komora mieszania
Gdy dwa roztwory zostaną wypchnięte ze strzykawek, wchodzą do układu mieszającego posiadającego przegrody zapewniające całkowite wymieszanie (z przepływem turbulentnym, a nie laminarnym).

### Czas martwy
Czas martwy to czas, w którym reagująca mieszanina przemieszcza się od punktu mieszania do punktu obserwacji. Jest to zakres czasowy, w którym nie ma możliwości monitorowania postępu reakcji. Im krótszy czas martwy, tym więcej informacji może uzyskać użytkownik. W starszych instrumentach może to być czas rzędu 1 ms, w ulepszonych - nawet 0,3 ms.

### Kuweta obserwacyjna
Mieszane reagenty przechodzą przez kuwetę obserwacyjną, która umożliwia śledzenie reakcji spektrofotometrycznie, zwykle za pomocą spektroskopii w ultrafiolecie, spektroskopii fluorescencyjnej, dichroizmu kołowego lub rozpraszania światła (obecnie powszechnie łączy się kilka z nich). Do pomiarów fluorescencji zwykle preferowana jest kuweta obserwacyjna o krótkiej drodze światła (0,75 do 1,5 mm), w celu zmniejszenia efektów autoabsorpcji. Do pomiarów absorbancji preferowane są kuwety obserwacyjne o dłuższej drodze światła (od 0,5 cm do 1 cm). Nowoczesny aparat do przepływu zatrzymanego może pomieścić różne modele kuwet i istnieje możliwość zmiany kuwety między dwoma eksperymentami. W przypadku pomiarów rentgenowskich z zatrzymanym przepływem stosowane są kapilary kwarcowe o cienkich ściankach, aby zminimalizować pochłanianie promieniowania. Jednoczesne pomiary rentgenowskie i absorbancji są możliwe w tej samej kapilarze.

### Zatrzymanie
Po przejściu przez kuwetę obserwacyjną mieszanina wchodzi do trzeciej strzykawki, która zawiera tłok wypychany przez napierająca mieszaninę reakcyjną. Gdy tłok osiągnie położenie maksymalne, następuje zatrzymanie (związane jest to również z wysłaniem sygnału aktywującego detektor).

## Kinetyka reakcji chemicznych – cześć obliczeniowa
Zmianę stężeń reagentów podczas reakcji opisuje się układem równań różniczkowych. Jednak nawet w bardzo prostych przypadkach układ ten ma skomplikowaną postać, uniemożliwiającą uzyskanie rozwiązania w sposób algebraiczny, co znacznie utrudnia określenie stałych szybkości badanych procesów. Dlatego zasadniczym elementem w projektowaniu eksperymentu jest dobór warunków pomiarowych, które pozwolą na przyjęcie uproszczeń, umożliwiających uzyskanie algebraicznej postaci równania. Ścisłe rozwiązanie jest możliwe dla reakcji nieodwracalnej pierwszego rzędu, ponieważ jej szybkość zależna jest wyłącznie od stężenia składnika podlegającego przemianie i jego stężenie zmienia się w czasie zgodnie z funkcją eksponencjalną, a wykładnik jest bezpośrednio stałą szybkości przemiany.
Gdy proces jest odwracalny, reakcja ma również przebieg eksponencjalny, jednak wtedy wykładnik, określany jako obserwowana stała szybkości reakcji, równy jest sumie stałych szybkości przemiany zachodzących w obu kierunkach.
Ta prosta metodologia skłania do zastosowania podobnego podejścia w badaniu bardziej skomplikowanych zagadnień. Szybkość reakcji dwucząsteczkowej zależna jest od stężenia obu reagentów, co utrudnia sformułowanie algebraicznej postaci równania kinetycznego. Pomocne może być  zastosowanie znacznego nadmiaru jednego ze substratów, co powoduje, że jego ubytek w trakcie reakcji staje się zaniedbywanie mały, zatem wpływ tego składnika na szybkość reakcji jest stały a obserwowana zmiana szybkości reakcji zależna jest wyłącznie od zmiany stężenia drugiego substratu. To pseudopierwszorzędowe podejście zastosować można do najprostszej bimolekularnej reakcji odwracalnej, określonej schematem:
{\displaystyle {A+B{\begin{matrix}k_{AB}\\\ \ \ \ \ \ \rightleftarrows \ \ \ \ \ \ \ \\k_{A+B}\\\end{matrix}}AB}}
Zastosowanie znacznego nadmiaru substratu [B] powoduje, że rozważana drugorzędowa reakcja upodabnia się do reakcji pierwszego rzędu, którą opisać można schematem:
{\displaystyle {A{\begin{matrix}k_{AB}[B]\\\ \ \ \ \ \ \rightleftarrows \ \ \ \ \ \ \ \\k_{A+B}\\\end{matrix}}AB}}
W tym przypadku stała szybkości przemiany A → AB staje się stałą pierwszego rzędu, której wartość równa jest iloczynowi drugorzędowej stałej szybkości tworzenia kompleksu (kAB) i wartości stężenia reagenta pozostającego w nadmiarze ([B]). Jednocześnie znaczenie stałej szybkości reakcji odwrotnej (kA+B) nie zostaje zmienione. Podobnie jak w odwracalnej reakcji pierwszorzędowej, eksperymentalna stała szybkości procesu (kexp) równa jest sumie stałych szybkości przemian zachodzących w obu kierunkach, i  staje się ona liniową funkcją stężenia substratu pozostającego w nadmiarze ([B]) opisaną równaniem:
{\displaystyle k_{exp}=k_{AB}\left[B\right]+k_{A+B}}
Wykonanie serii pomiarów, dla różnych stężeń nadmiarowych, pozwala na wyznaczenie obu kinetycznych parametrów reakcji. Pośrednio wyznaczyć można także stałą wiązania kompleksu, której wartość równa jest ilorazowi stałych szybkości.